# الحرثة (الحديدة)

تعديل مصدري - تعديل

الحرثة هي إحدى قرى مديرية المغلاف، التابعة لمحافظة الحديدة اليمنية، بلغ تعداد سكانها 2695 نسمة حسب الإحصاء الذي أجري عام 2004.